# Державне агентство земельних ресурсів України
Державне агентство земельних ресурсів України (Держземагентство) — колишній центральний орган виконавчої влади України, діяльність якого спрямовується і координується Кабінетом Міністрів України і який реалізує державну політику у сфері регулювання земельних відносин, використання, відтворення, охорони та проведення моніторингу земель, ведення державного земельного кадастру, провадження топографо-геодезичної та картографічної діяльності, а також міжгалузеву координацію та державне регулювання у сфері встановлення меж області, району, міста, району в місті, села і селища.

## Історія
Держземагентство утворене 14 серпня 2000 року як Державний комітет України по земельних ресурсах.
З 13 квітня 2007 по 14 квітня 2008 існувало Державне агентство земельних ресурсів України.
14 квітня 2008 створено Державний комітет України із земельних ресурсів.

15 липня 2013 діяльність комітету припинено.
Створено Державне агентство земельних ресурсів України
10 вересня 2014 Постановою Кабінету Міністрів № 442 перетворено у Державну службу України з питань геодезії, картографії та кадастру.

## Керівництво
- 18 серпня 2005 — 18 квітня 2007 Сидоренко Микола Якович
- 13 квітня 2007 — 14 квітня 2008 Яцук Ігор Петрович
- 22 вересня 2010 Лисенко Ігор Юрійович